# Skipton
Skipton ist eine ca. 15.000 Einwohner zählende Stadt in der englischen Unitary Authority North Yorkshire.

## Lage und Klima
Skipton liegt am Südrand des Yorkshire Dales National Parks etwa 75 km (Fahrtstrecke) westlich von York bzw. knapp 110 km nordöstlich von Liverpool in einer Höhe von annähernd 125 m. Das Klima ist eher kühl und regnerisch; Regen (ca. 1100 mm/Jahr) fällt übers Jahr verteilt.

## Bevölkerung
| Jahr      | 2001   | 2011   | 2021   |
| Einwohner | 13.962 | 14.284 | 15.042 |

Das Bevölkerungswachstum beruht im Wesentlichen auf dem Zuzug von Familien aus dem Umland sowie aus anderen Teilen des Commonwealth.

## Historische Entwicklung
Bedingt durch die traditionelle Schafzucht hatte in Skipton einst die Textilindustrie große Bedeutung. Dies kommt schon im Namen der Stadt zum Ausdruck, denn das Wort Skipton stammt vom angelsächsischen sheep town („Stadt der Schafe“). Der Leeds-Liverpool-Kanal, eine künstliche Wasserstraße, die direkt durch Skipton führt und in der zweiten Hälfte des 18. Jahrhunderts gebaut wurde, brachte eine rasante Aufwärtsentwicklung mit sich und war ein wichtiger Wirtschaftsfaktor. Die Vorteile des schnelleren Transports von Waren auf der Straße führte im 20. Jahrhundert dazu, dass die Wasserstraße an Bedeutung verlor. Heute wird der Leeds-Liverpool-Kanal fast nur noch touristisch genutzt. Eine Bootsfahrt gehört zum Standardprogramm eines jeden Skipton-Besuchers.
Von 1974 bis 2023 war Skipton Verwaltungssitz des District Craven innerhalb der Grafschaft North Yorkshire.

## Wirtschaft und Verkehr

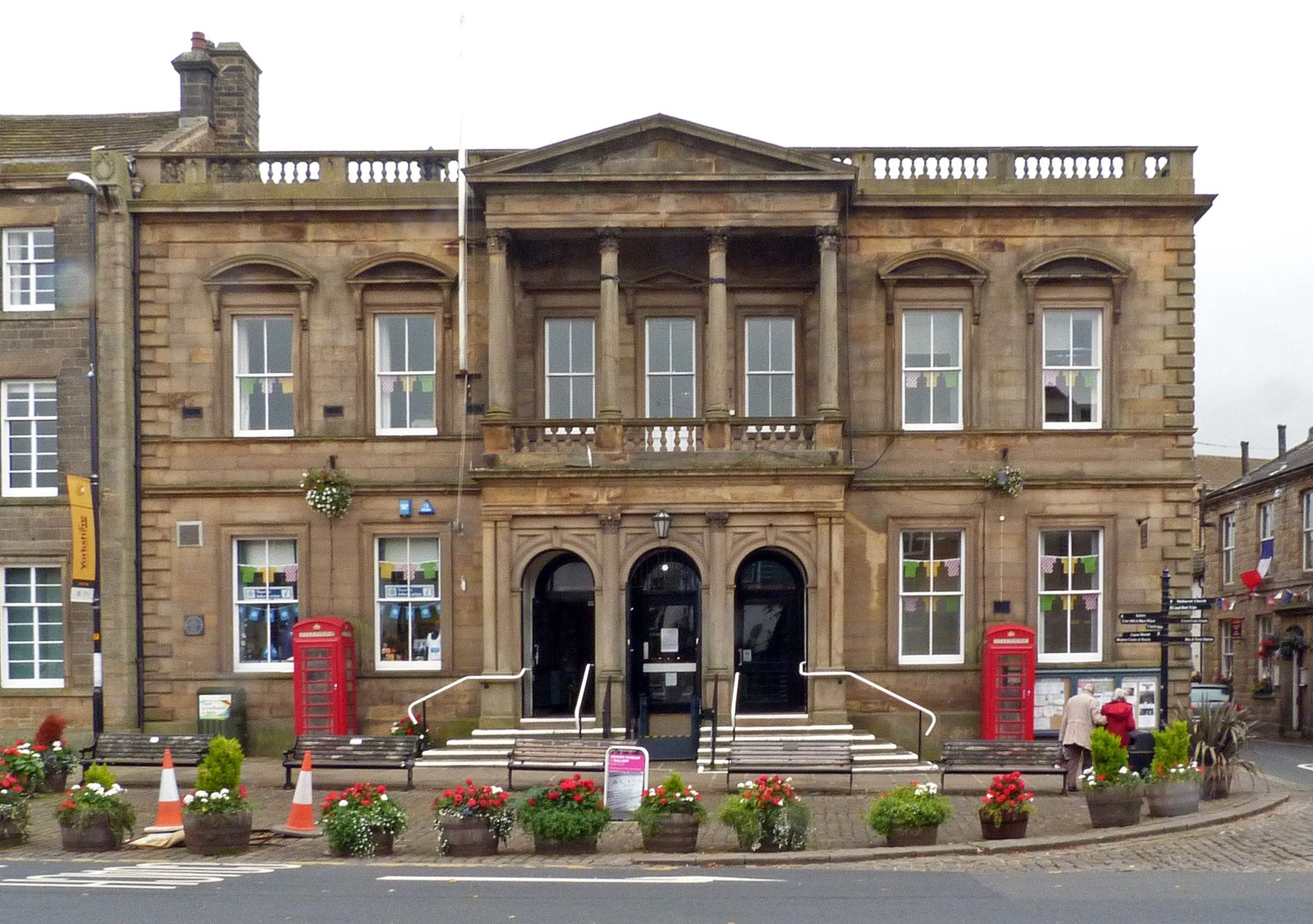
Rathaus

Auch heute noch ist Skipton ein wichtiges Handelszentrum der Region. Vier Mal pro Woche (montags, mittwochs, freitags und samstags) findet in der Stadtmitte ein großer Markt statt, der von den Menschen aus dem Umland frequentiert wird. Zusätzlich gibt es viele kleine Fachgeschäfte und Warenhäuser, die der Versorgung der Stadtbewohner und des Umlandes dienen.
Seine Bedeutung für die Landwirtschaft zeigt sich durch einen der größten Viehmärkte im Norden Englands.
Skipton ist an die Bahnlinie Leeds–Lancaster/Morecambe, an die Bahnlinie Leeds–Settle–Carlisle sowie an die Hauptstraßen A65 und A59 angebunden. Die Wasserwege haben nur noch Bedeutung für den Tourismus.

## Tourismus und Sehenswürdigkeiten
Heute ist Skipton sehr stark vom Tourismus geprägt. Begünstigt durch die Lage am Rande der Yorkshire Dales, einer der landschaftlich schönsten Gegenden Englands, hat sich der sanfte Tourismus positiv für die Stadt entwickelt. Wanderer und Naturliebhaber aus ganz England nutzen Skipton als Ausgangspunkt für ihre Unternehmungen. Dementsprechend gibt es auch relativ viele Hotels und Privatunterkünfte.

### Schloss

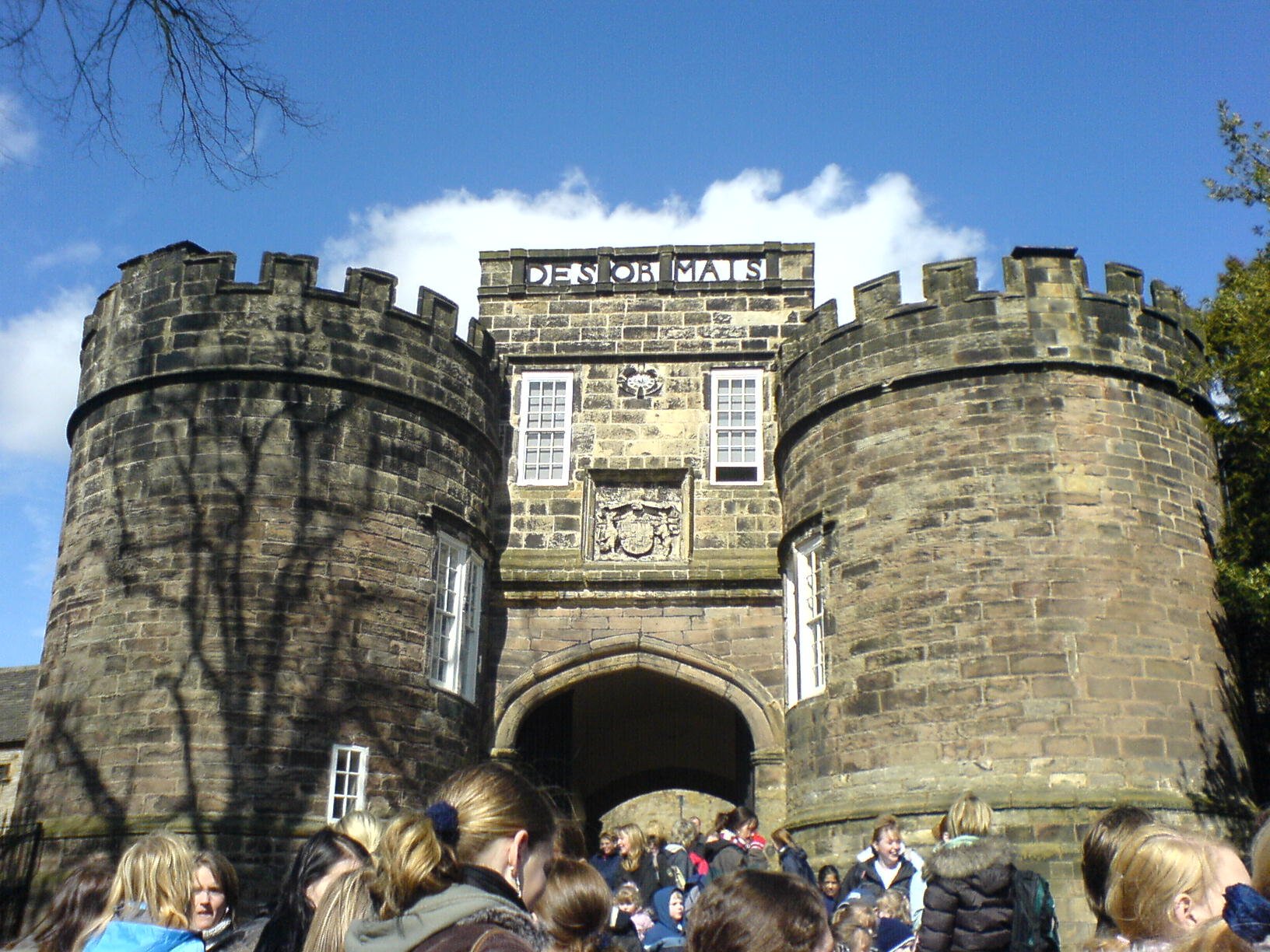
Torhaus von Skipton Castle

Das Wahrzeichen der Stadt und zugleich der touristische Hauptanziehungspunkt ist die ursprünglich von den Normannen im letzten Jahrzehnt des 11. Jahrhunderts errichtete Burg Skipton Castle. Der heutige Bestand der mittelalterlichen Anlage stammt vorwiegend aus dem 14. Jahrhundert. Das Innere der Burg kann besichtigt werden.
Das Schloss ist seit dem Jahr 1310 im Besitz der Familie Clifford. Das Torhaus stammt noch aus dem 12. Jahrhundert, während die übrigen Gebäude um 1657 nach dem Bürgerkrieg wieder aufgebaut wurden. Im Innenhof steht eine Eibe, die von Lady Anne Clifford gepflanzt wurde.
John Clifford, „der Schlächter“, der im Rosenkrieg gegen das Haus York kämpfte, wurde in dem Drama Heinrich IV. von Shakespeare verewigt. Nach der Familie Clifford wurde auch der Clifford’s Tower in York benannt.

### Church of Holy Trinity

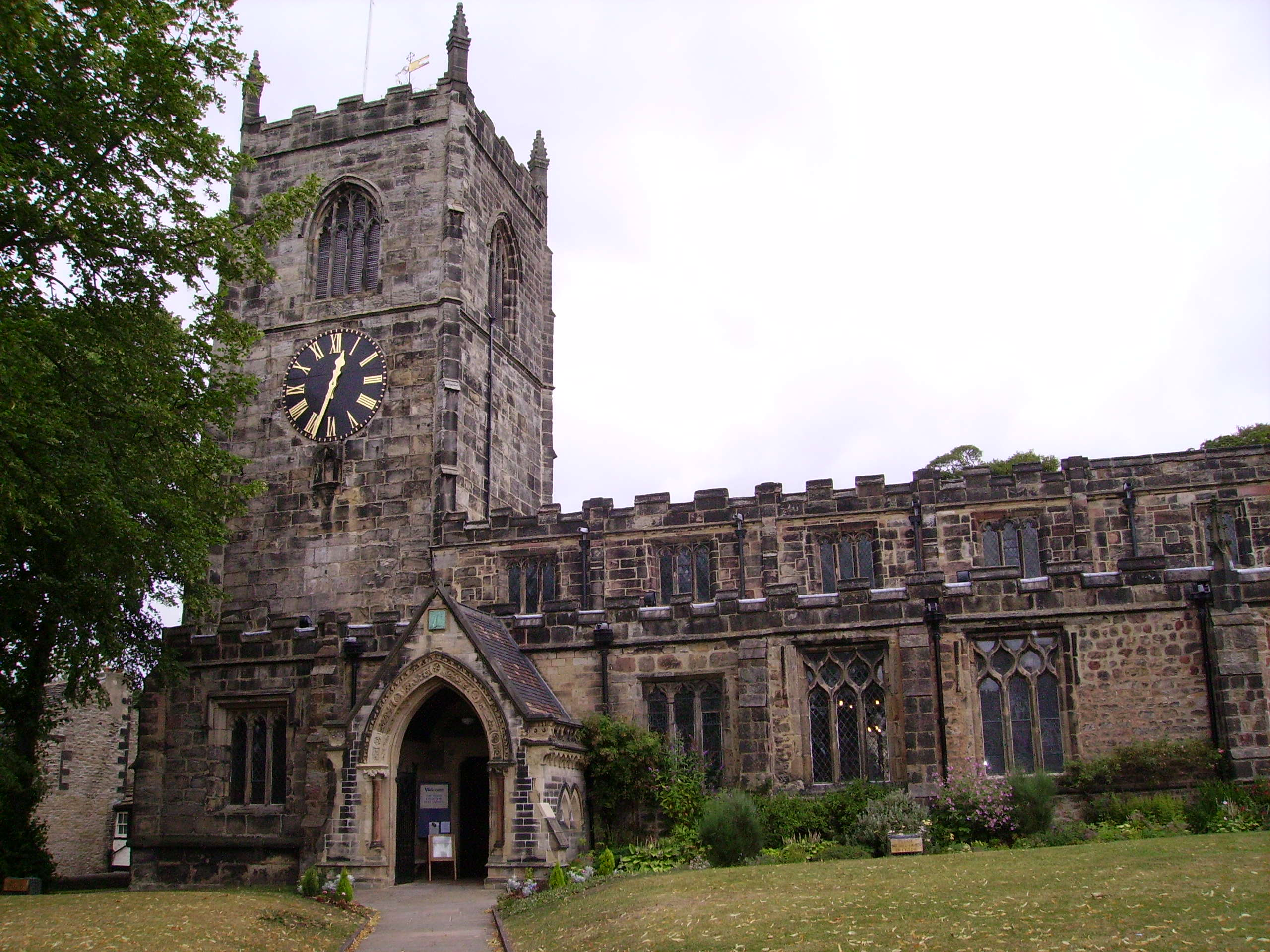
Church of Holy Trinity

Die Church of Holy Trinity (deutsch: Kirche der Heiligen Dreifaltigkeit) neben dem Schloss wurde ebenfalls unter Lady Anne Clifford instand gesetzt. Hier befinden sich neben Grabstätten und Gedenksteinen der Familie Clifford auch ein jakobinischer Taufstein aus dem 12. Jahrhundert und eine Lettnerempore aus dem Jahr 1533.

### Craven Museum
Das Craven Museum (Museum der Region Craven) ist im Rathaus untergebracht und zeigt Einiges über die Vergangenheit Skiptons und der Region. Es wird auch berühmtesten Sohn der Stadt gedacht, Thomas Spencer, dem Mitbegründer der Kaufhauskette Marks & Spencer. Es sind hier auch Werke des Landschaftsmalers Arthur Reginald Smith ausgestellt.

### Leeds-Liverpool-Kanal

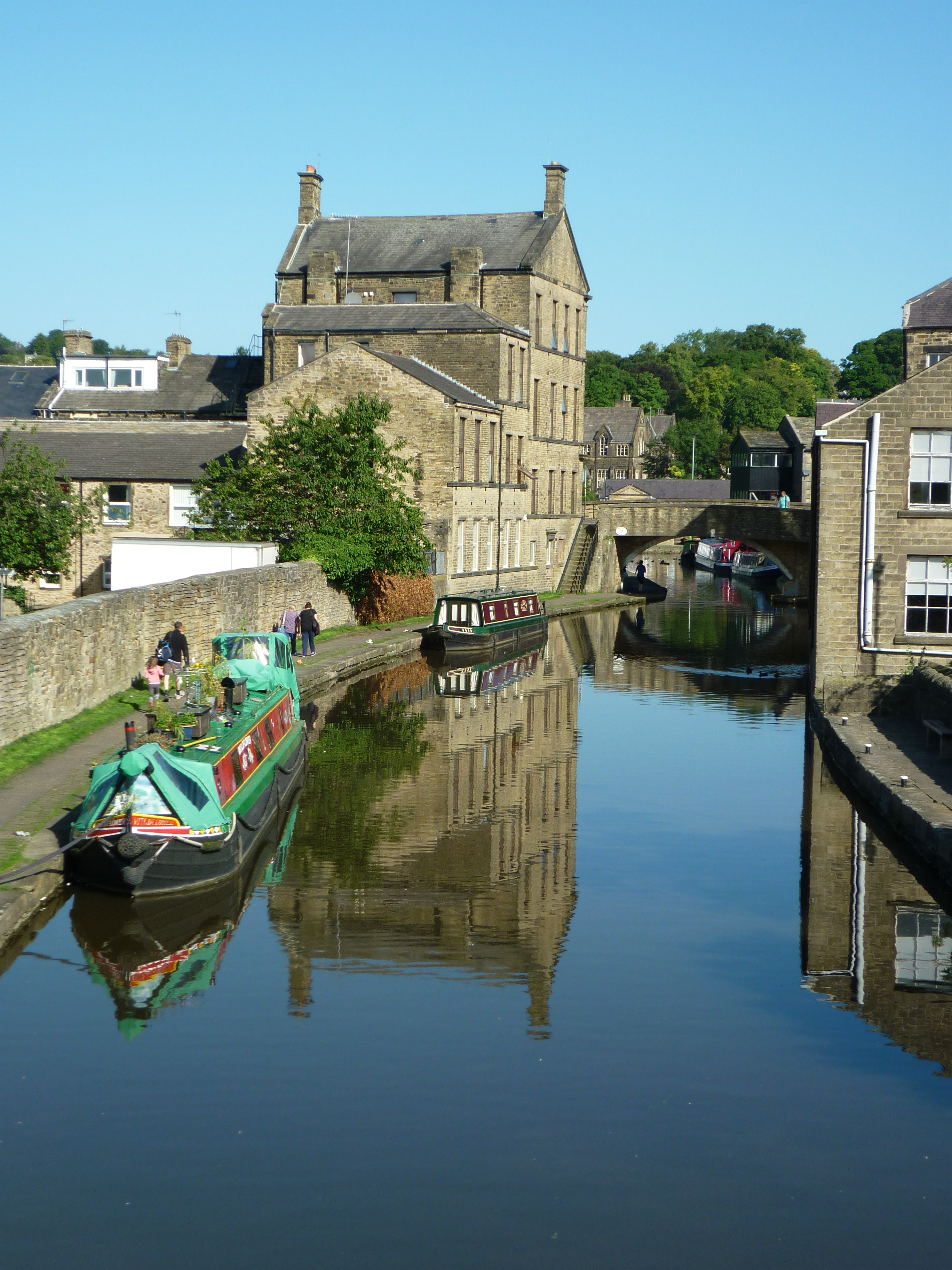
Skipton am Leeds-Liverpool-Kanal

Etliche Hinweisschilder im Ort weisen auf den Leeds-Liverpool-Kanal hin, auf dem man auf bunt dekorierten narrowboats (deutsch: schmale Boote), die speziell für die Kanalschifffahrt entworfen wurden, Ausflugsfahrten unternehmen kann.

## Religion
In Skipton gibt es – bedingt durch Zuwanderer aus den Commonwealth-Staaten – sehr viele Religionsgemeinschaften. Eine Vielzahl von Gotteshäusern und Betsälen gibt Zeugnis davon. Stadtbildprägend ist die Pfarrkirche „Holy Trinity“ direkt im Stadtzentrum, die zur anglikanischen Kirchengemeinschaft gehört und für Besucher jederzeit zugänglich ist.

## Kultur und Bildung
Skipton ist auch eine ausgesprochene Schulstadt. Die verschiedenen Schultypen bieten ein breites Angebot an Bildungsmöglichkeiten. Entsprechend großzügig sind auch die Sportanlagen. Der große Aireville Park gibt nicht nur Sportvereinen, sondern auch Familien Gelegenheit zur sportlichen Betätigung. Als Volkspark ist er für jedermann zugänglich.

## Städtepartnerschaften
Seit 1982 besteht eine Städtepartnerschaft mit der bayerischen Stadt Simbach am Inn, seit 2010 mit der nordfranzösischen Gemeinde Erquinghem-Lys.

## Persönlichkeiten
- Henry Sidgwick (1838–1900), Philosoph
- Mary Benson (1841–1918), Dame der Gesellschaft und Frauenrechtlerin
- Arthur Reginald Smith (1871–1934), englischer Landschaftsmaler
- William Hutchinson (1901–1959), Autorennfahrer
- Percy Maclure (1907–1944), Autorennfahrer
- Iain Macleod (1913–1970), Politiker und Zeitungsverleger
- Peter Armitage (1939–2018), Schauspieler
- Anthony Rowley (* 1953), Sprachwissenschaftler
- Clare Teal (* 1973), Jazzsängerin
- Ceri Holland (* 1997), walisische Fußballspielerin
- Cat Ferguson (* 2006), Radsportlerin